# Дебоно, Клер
Клер Дебоно (фр. Claire Debono; род. 10 октября 1979, Пемброк, Мальта) — мальтийская оперная певица (сопрано).

## Биография
Училась у Лауры Сарти в Гилдхоллской школе музыки, закончила её в 2004 году. В 2005 году была принята Уильямом Кристи в его ансамбль Процветающие искусства. На оперном фестивале в Экс-ан-Провансе спела в 2008 году Веспину в опере-буфф Гайдна Обманутая неверность, получила высокие оценки критики.
Концертировала в Великобритании, Бельгии, Испании, Италии, США, Японии.

## Репертуар
Певица выступала в таких операх, как Королева фей Пёрселла, Армида Люлли, Ревнивый возлюбленный Гретри, Коронация Поппеи, Возвращение Улисса на родину, Битва Танкреда и Клоринды,  Балет неблагодарных Монтеверди, Дидона Кавалли, Семела Генделя, Идоменей, Волшебная флейта, Дон Жуан, Свадьба Фигаро, Так поступают все Моцарта, Любовный напиток Доницетти, Похождения повесы Стравинского, Мальтийский крест Чарльза Камиллери, Ханьо Тосио Хосокавы.
Она исполняла и записывала духовные гимны Пёрселла, мотеты Шарпантье и Люлли, арии Рамо, симфонии Малера, сочинение Чин Ынсук Cantatrix Sopranica.

## Творческие контакты
Дебоно работала с Уильямом Кристи, Кристофом Руссе, Эммануэль Аим, Пааво Ярви, Жаном Кристофом Спинози, Жереми Рорером.
Выступает с шотландским гитаристом-виртуозом Саймоном Такером как классический дуэт ¡Canto vivo!.